# Sebastóforo
Sebastóforo (em grego: σεβαστοφόρος; romaniz.: sebastophóros) foi um alto ofício cortesão bizantino reservado para eunucos nos séculos X-XII. O ofício é atestado pela primeira vez no Escorial Taktikon de ca. 975. Nicolas Oikonomides sugere que foi introduzido em algum momento entre 963 e 975. No Escorial Taktikon, é classificado como uma das dignidades mais altas, após o proedro e antes dos magistros, e foi geralmente reservado para eunucos.
O primeiro titular conhecido foi Romano Lecapeno, o filho de Estêvão Lecapeno e neto do imperador Romano I Lecapeno (r. 920–944), mas Oikonomides sugere que o título pode ter sido criado para Basílio Lecapeno, o poderoso paracemomeno e primeiro-ministro de longa data do Império Bizantino. As funções do sebastóforo são incertas; o nome pode implicar que carregou a bandeira do imperador, ou que foi um mensageiro pessoal do imperador, um papel que alguns de seus titulares são conhecidos por terem cumprido. O título foi rapidamente desvalorizado, já durante o século XI: em selos, é combinado com ofícios relativamente modestos na hierarquia imperial bizantina. Desapareceu completamente após o século XII.
Em alguns textos, a saber a Pátria de Constantinopla e o léxico Suda, os sebastóforos são identificados como oficiais dos distritos (regeonai, "regiões") de Constantinopla, que todo ano em 5 de outubro realizaram danças diante do imperador bizantino. Esta afirmação, contudo, vem do escritor antiquário do século VI João, o Lídio, que alega que esta prática existiu sob o imperador Tibério (r. 14–37) em Roma.

## Titulares conhecidos
- Romano Lecapeno, neto do imperador Romano I Lecapeno (r. 920–944); foi castrado enquanto jovem em 945 e provavelmente ainda estava vivo em 975.[6]
- Estêvão Pergameno, oficial eunuco que notificou o imperador Constantino IX Monômaco (r. 1042–1055) de sua adesão em 1042, e foi recompensado com a dignidade de sebastóforo. Ele suprimiu a revolta de Jorge Maniaces, mas depois conspirou contra o imperador e foi tonsurado.[8]
- Niceforitzes, um ministro chefe eunuco impopular do imperador Miguel VII Ducas (r. 1071–1078). Ele manteve o título durante seu mandato como duque de Antioquia em 1059–1060.[9]
- João Pepagomeno, membro da família (oikeios) do imperador Aleixo I Comneno (r. 1081–1118), atestado no sínodo que condenou João Ítalo em 1092.[10]

Alguns outros selos de sebastóforos são conhecidos dos séculos X-XII, mas seus titulares não são conhecidos.